# Protection civile au Luxembourg
La protection civile au Luxembourg est la branche luxembourgeoise de la protection civile, aujourd'hui disparue au profit du Corps grand-ducal d'incendie et de secours.

## Histoire

### Fusion
Le 12 juin 2004, une loi est votée afin de créer une Administration des services de secours regroupant au sein d'une seule et même administration la Protection civile et les services d'incendie et de secours, dans le but de les fusionner à l'avenir. Cette fusion est devenue effective le 1er juillet 2018 entrainant, de facto, la disparition de la protection civile luxembourgeoise.

## Missions
La protection civile luxembourgeoise assurait notamment l'aide médicale urgente ce qui, dans la plupart des autres pays, est plutôt dévolu aux sapeurs-pompiers.